# WZ-122 (tank)
WZ-122 (čínsky: WZ-122主戰坦克) byl hlavní bitevní tank vyvinutý Čínskou lidovou republikou. Jeho vývoj začal v březnu 1970. Po vyrobení několika prototypů byl plán v roce 1974 odložen.

## Historie
Po incidentu na ostrově Zhenbao v roce 1969 se vedoucí představitelé ČLR rozhodli vyvinout nové modely tanků. Tyto nové tanky zahrnovaly WZ-132, WZ-121 (typ 69) a WZ-122, jejichž vývoj byl zahájen v březnu 1970.
První prototyp označený WZ-122A byl dokončen 25. září 1970. Odlévaná věž a kola tanku měly podobný designový styl jako sovětské tanky, ale také se lišily od tanků SSSR v některých součástech, jako je zavěšení. Pro praktické použití v Číně byl však tento tank v té době příliš složitý. Takže tento tank byl rychle odložen. V lednu 1971 byl dokončen další prototyp. Tento prototyp používal mnoho vyspělých dílů, nicméně během testu bylo nalezeno mnoho problémů, které vedly k jeho konečnému opuštění.